# 2006 في الإمارات العربية المتحدة
فيما يلي قوائم الأحداث التي وقعت خلال عام 2006 في الإمارات العربية المتحدة.

## سياسة

### تعيين في المنصب
- 11 فبراير – محمد بن راشد آل مكتوم رئيس وزراء الإمارات العربية المتحدة  [لغات أخرى]‏.

### انتهاء فترة المنصب
- 4 يناير – مكتوم بن راشد آل مكتوم رئيس وزراء الإمارات العربية المتحدة  [لغات أخرى]‏.

## برامج ومسلسلات وأنمي
- فريج

## وفيات

### يناير
- 4 يناير – مكتوم بن راشد آل مكتوم (مواليد 1943) سياسي إماراتي.